# Le Miccine
Le Miccine is een plaats (frazione) in de Italiaanse gemeente Campi Bisenzio in de metropolitane stad Florence.